# رافاييل هويوس روبيو
رافاييل هويوس روبيو (بالإسبانية: Rafael Hoyos Rubio)‏ هو عسكري بيروفي، ولد في 1924 في مدينة كاخاماركا في بيرو، وتوفي في 1981.